# Vertiente termal de Umorchota
La vertiente termal de Umorchota es un manantial de aguas termales.

## Historia
Luis Risopatrón lo describe en su Diccionario Jeográfico de Chile de 1924:: 912 
Umorchota (Vertiente termal de). 25° 55' 67° 41' Es de agua escasa, algo salada, de regular calidad, sin vega, poca leña i pajonal i se encuentra a 4 260 m de altitud, en la parte N del salar de Talar. 99, p. 33; vega en 98. ii, p. 328; hoya en 98, II, p. 545; i 111, p. 162; Aguas Calientes o Umorchota en 99, p. 33; Aguas Calientes en 1, x, p. 249; 134; i 156; Umorchata en 98, carta de San Román (1892); i pozo Agua Caliente en 98, iii, p. 156; i 99, p. 104.